# جنرال الکتریک اف۱۱۰

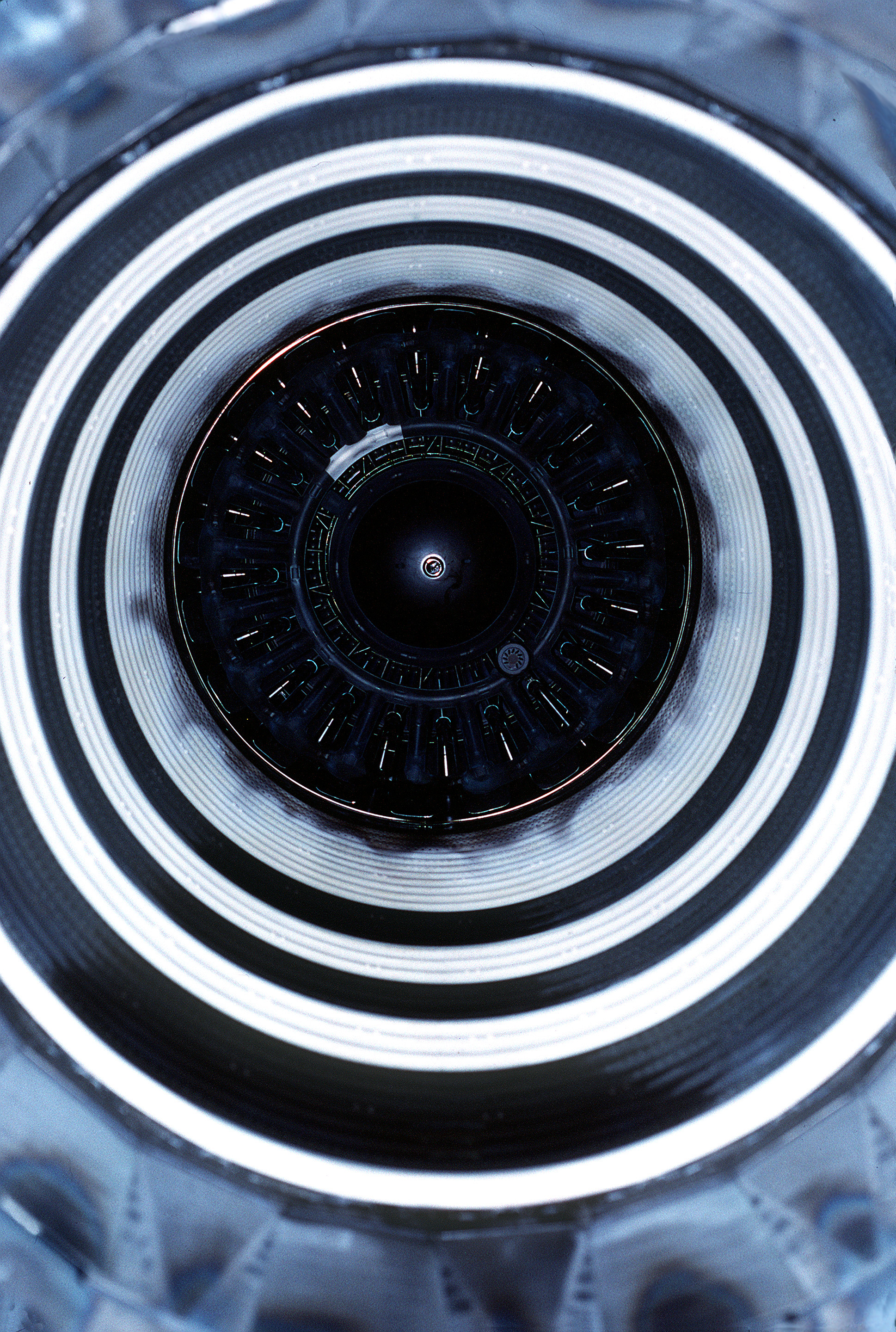
تصویر موتور F110-GE در درون نازل اگزوز یک اف-۱۴-دی سوپرتامکت

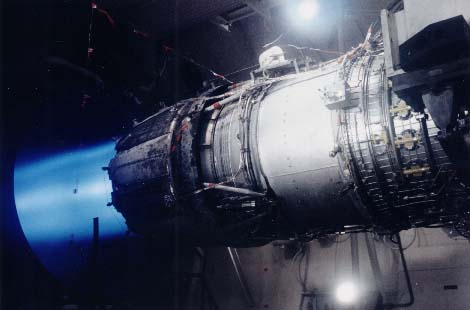
موتور اف-۱۱۰ درحال آزمایش

جنرال الکتریک اف۱۱۰ یک موتور جت توربوفن دارای پس سوز است که از دهه ۱۹۸۰ توسط شرکت جنرال الکتریک ساخته می‌شود.
این موتور جت در هواپیماهای اف-۱۴ تام‌کت، اف-۱۵ئی، اف-۱۶ و میتسوبیشی اف-۲ (اف-۱۶ ژاپنی) به‌کار برده می‌شود. مدل ۱۱۸ نمونهٔ بدون پس‌سوز این موتور است. این موتور در ژاپن و ترکیه و کره جنوبی نیز تحت لیسانس آمریکا ساخته می‌شود.

## طراحی و توسعه

### اف-۱۴
اف-۱۴-A که در سال ۱۹۷۳ به نیروی دریایی آمریکا پیوست دارای دو دستگاه موتور پرت اند ویتنی تی‌اف۳۰ بود. در پایان این دهه، به دلیل مشکلات بسیار زیاد در موتور تی‌اف۳۰ و مشکلات مشابه در موتور پی‌دابلیو-۱۰۰ در هواپیماهای اف-۱۶ و اف-۱۵، وزارت دفاع آمریکا تصمیم گرفت یک بروزرسانی بر روی موتور تی‌اف۳۰ انجام دهد که این پروژه درنهایت به تولید موتور TF30-P-414A ختم شد. با وجود اینکه مدل تی‌اف۳۰ جدید، مشکلات مربوط به تعمیرات و واماندگی را تاحدودی برطرف کرد، ولی مصرف سوخت بسیار بالایی داشت و رانش آن نیز برای اف-۱۴ کافی نبود. زیرا بدنهٔ اف-۱۴ برای سرعت‌های بالا طراحی شده بود و با داشتن برترین فناوری‌های الکترونیکی، سزاوار موتوری نیرومندتر نیز بود.

در سال ۱۹۷۹ یک زیرگروه از موتور جنرال الکتریک اف۱۰۱ با نام F110-GE-400 برای هواپیمای اف-۱۴ درنظر گرفته شد. این موتور دارای توان رانش خشک ۷۳٫۹ کیلونیوتن بود و در ارتفاع میانگین با پس‌سوز حدود ۱۲۵ کیلونیوتن نیرو تولید می‌کرد. این توان چشمگیر موجب می‌شد که در مقایسه با موتور تی‌اف۳۰ که بیشینهٔ توان آن با پس‌سوز ۹۳ کیلونیوتن بود برتری ویژه‌ای داشته باشد. با به‌کارگیری این موتور در اف-۱۴ و بروزرسانی چندی از تجهیزات الکترونیکی، این جنگنده با نام اف-۱۴-B معرفی شد. موتور F110-GE-400 در آخرین نسخه از اف-۱۴ با نام اف-۱۴-D نیز نصب شد و آخرین موتور برای این جنگنده بوده‌است.

### اف-۱۶
اف-۱۶ فالکن نیز در آغاز کار با موتور پرت اند ویتنی اف۱۰۰ به ناوگان نیروی هوایی آمریکا پیوست. به دلیل اینکه موتور اف-۱۰۰ پی‌دابلیو-۱۰۰ هزینه‌های نگهداری بسیار زیادی داشت، نیروی هوایی در سال ۱۹۸۴ تصمیم گرفت تا موتور جدیدی را جایگزین نسخهٔ پی‌دابلیو-۱۰۰ بکند. در مناقصه‌ای که برگزار شد، موتور جنرال الکتریک اف۱۱۰ در برابر پرت اند ویتنی اف-۱۰۰-پی‌دابلیو-۲۰۰ پیروز شد. به‌گونه‌ای که تا سال ۲۰۰۵ میلادی، ۸۶درصد از هواپیماهای اف-۱۶ در نیروی هوایی آمریکا از موتور جنرال الکتریک اف۱۱۰ بهره می‌بردند. موتور جنرال الکتریک F110-GE-100 به میزان ۱۷٫۸ کیلونیوتن رانش بیشتری نسبت به پی‌دابلیو-۲۰۰ تولید می‌کند؛ ولی در عین حال به هوای بیشتری هم نیاز دارد، بنابراین نیاز بود تا ورودی هوای موتور اف-۱۶ بزرگتر طراحی شوند. اف-۱۶ بلوک ۳۰ دارای ورودی هوا (intake) بزرگتری است و با نام دهان بزرگ به (به انگلیسی: Big mouth) شناخته می‌شود؛ ولی اف-۱۶ بلوک ۳۲ با همان دهانهٔ هوای استاندارد ساخته می‌شود. سه نسخهٔ گوناگون از موتور جنرال الکتریک اف-۱۱۰ در طول زمان ارائه شدند که نام و بیشینهٔ رانش آنها به شرح زیر است:
- موتور F110-GE-100 با رانش ۷۳٫۹ کیلونیوتن به‌صورت خشک و بیشینهٔ ۱۲۵ کیلونیوتن با پس‌سوز. (موتور پایه سال ۱۹۸۷)
- موتور F110-GE-129 با رانش ۷۶ کیلونیوتن به‌صورت خشک و بیشینهٔ ۱۲۹ کیلونیوتن با پس‌سوز. (به‌روزرسانی یکم)[۴]
- موتور F110-GE-132 با رانش ۷۹ کیلونیوتن به‌صورت خشک و بیشینهٔ ۱۴۲ کیلونیوتن با پس‌سوز. (به‌روزرسانی دوم)[۵]

هواپیمای اف-۱۶ مدل نیروی هوایی امارات متحده که با نام «اف-۱۶ بلوک-۶۰» شناخته می‌شود دارای نوع پیشرفته‌ای از موتور GE-132 است که بیشینهٔ ۱۴۴ کیلونیوتن رانش تولید می‌کند. این موتور جدیدترین و نیرومندترین نسخه از خانوادهٔ جنرال الکتریک اف-۱۱۰ است.

### اف-۱۵
موتور GE-129 با رانش ۱۳۱ کیلونیوتن امروزه در ۴۰ فروند هواپیمای استرایک ایگل نیروی هوایی کره جنوبی درحال خدمت است. این نخستین بار در تاریخ است که یک جنگنده از خانوادهٔ اف-۱۵ با موتور جنرال الکتریک پرواز می‌کند. زیرا پیش از این، همهٔ مدلهای اف-۱۵ ایگل و استرایک ایگل از موتور پرت اند ویتنی اف۱۰۰ بهره می‌بردند. این موتور امروزه با یک همکاری مشترک بین سامسونگ کره و جنرال الکتریک آمریکا در کرهٔ جنوبی تولید انبوه می‌شود. همچنین نیروی هوایی سنگاپور هواپیماهای اف-۱۵-اس‌جی و نیروی هوایی عربستان نیز هواپیماهای اف-۱۵-اس‌ای خود را با موتور GE-129 مجهز کرده‌اند.

### نمونه‌های مشابه
- جنرال الکتریک اف۱۰۱
- جنرال الکتریک اف۱۱۸

### نمونه‌های قابل مقایسه
- پرت اند ویتنی اف۱۰۰
- ساترن ای‌ال-۳۱